# Верблюжья колючка обыкновенная
Верблю́жья колю́чка обыкнове́нная, или Верблюжья колючка ло́жная; редко — Янта́к ло́жный (лат. Alhagi pseudalhagi) — вид двудольных растений рода Верблюжья колючка (Alhagi) семейства Бобовые (Fabaceae).

## Распространение и среда обитания
Встречается на Кавказе, в Западной Сибири, Средней Азии, Малой Азии (Турция) и Иране.
В природе произрастает у берегов рек и ручьёв, на открытых песках, пустынях (глинистых или песчаных), на солончаках, в опустыненных степях.

## Ботаническое описание
Многолетний кустарник либо полукустарник.
Побеги прямостоячие; листорасположение очерёдное. Нижние колючки крепкие, короткие (1—2 см длиной), остальные тонкие, травянистые, 2—3 см длиной, вверх направленные. Листья простые, нечленённые, ланцетной, овальной или удлинённой формы; размещены по длине стебля. Верхушка листа округлая или острая, край гладкий.
Соцветие кистевидное, несёт пятилепестковые цветки размером 1—5 см розового или лилового цвета. Чашечка с едва заметными зубцами.
Плод — боб.
Светолюбивое, ксерофитное, мезотрофное растение.
Число хромосом 2n=16.

## Значение
Используется как лекарственное, кормовое растение. Употребляется в пищу.